# Мртвачки мост
Мртвачки мост је мост који се налази непосредно испод састава Топлодолске реке и Височице између села Темска и Топли До. Испод моста тече река Темштица. Налази се на око 500 метара надморске висине. Поред старог моста је изграђен нови 1933. године од стране Мите Гаге, једног од оснивача предузећа Тигар који је био родом из села Топли До.
Данас се поред Мртвачког моста налази и спомен обележје на месту одигравања битке у Другом светском рату.

## Легенда
Постоји прича међу локалним становништвом да се на овом месту одиграла битка хајдука и Турака. У том боју је наводно учествовао хајдук Стојан Стефановић Дубанћа из села Ореовица. Једна верзија приче говори да је он на Мртвачком мосту сачекао спахију Хусеина који је носио харач од преко двадесет хиљада гроша. Турци су се одмарали у непосредној близини моста а хајдуци су их напали. У том сукобу је погинуо спахија Хусеин. Од тада се овај мост назива Мртвачки мост. У другој верзији приче, у овом сукобу са Турцима познати хајдук Станко гине.

## Други светски рат
Бугарски војници под називом „Ловна чета” су се налазили на Старој планини марта 1944. године. Нишавски одред је у то време добио команду да нападне ову чету док су боравили у селу Топли До. Непријатеља су сачекали код Мртвачког моста где су се и распоредили. Дочекали су Бугаре са бомбама и пушкама. Одред је однео победу над бугарском четом. Како је курир јавио касније да се приближава још једна бугарска чета, одред се повукао. Погинуло је 40 бугарских војника и 2 српска. Већину тела је однела река.
Постоји спомен обележје на Мртвачком мосту и сваког марта обележава се Дан борбе.